# La Mort aux Juifs

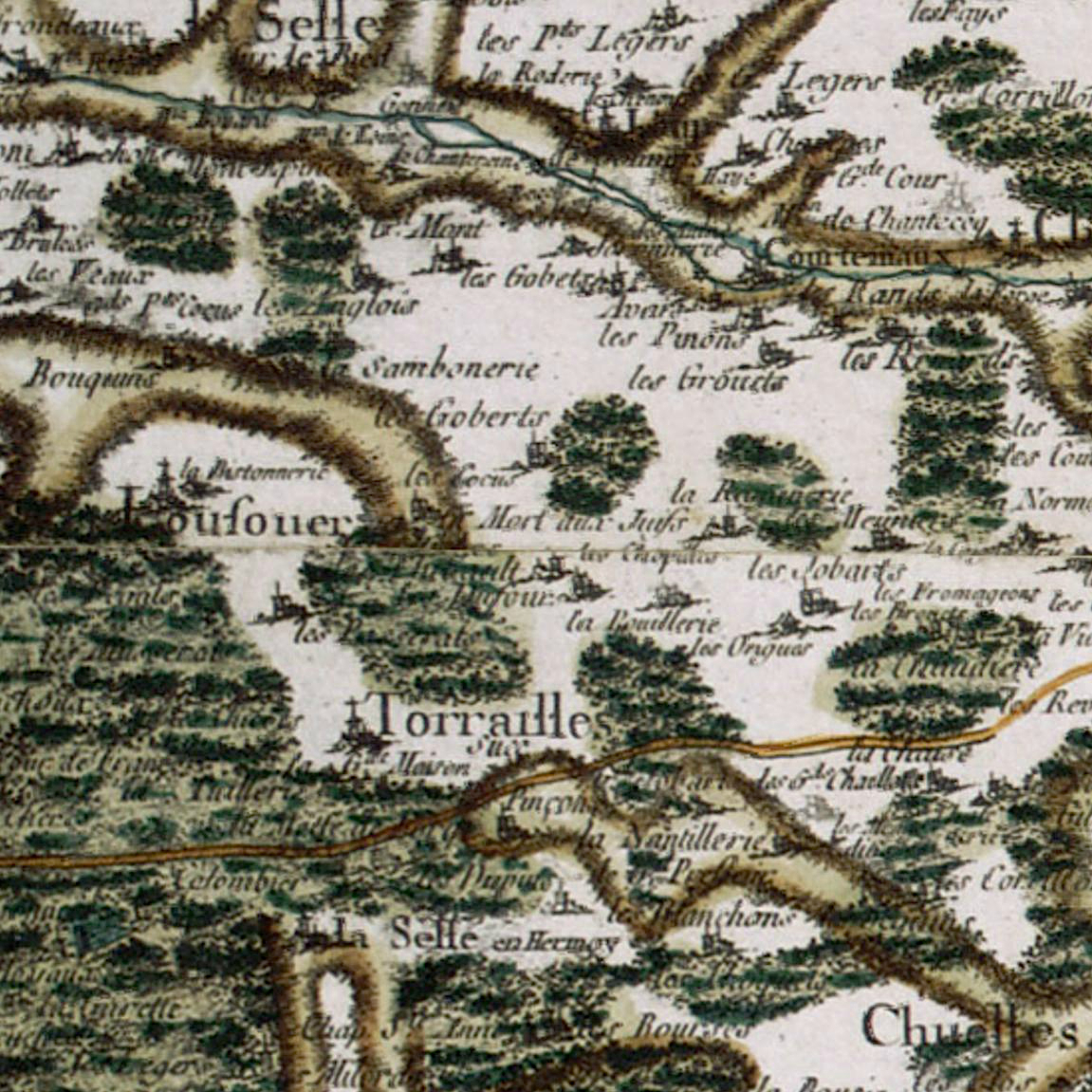
La Mort aux Juifs no mapa de Cassini, por volta de 1757.

La Mort aux Juifs era uma aldeia sob a jurisdição da comuna francesa de Courtemaux, no departamento de Loiret, no centro-norte da França. Seu nome pode ser traduzido como "Morte aos judeus" ou "A morte dos judeus".

## Origem do nome
O nome data do século XIV. De acordo com o toponimista Pierre-Henri Billy, o nome era inicialmente "la mare au juin", que significa "o tanque de esterco líquido", no francês antigo local. Como em outros topônimos na área, essas palavras evoluíram, tornando-se "la Mort aux Juifs", com uma forma intermediária "la mare au Juif", citada pelo historiador local Paul Gache. A transformação de "mare" (tanque, lagoa) em "mort" (morte) é muito frequente em topônimos franceses antigos, e "juin" (esterco líquido) teria se tornado "juif" (judeu) em duas etapas, primeiro uma desnasalização tornando "juin" em "jui" e, em seguida, uma mudança gráfica para "juif", que tinha a mesma pronúncia no francês antigo.

## Mudança de nome
Em agosto de 2014, o Centro Simon Wiesenthal fez uma petição ao governo francês para mudar o nome, que ele afirma ser traduzido como "Morte aos Judeus", uma tradução rejeitada na França. Um pedido semelhante fora negado em 1992. Sob pressão das autoridades nacionais, no entanto, o conselho municipal retirou o nome em janeiro de 2015. A área agora está dividida entre as aldeias vizinhas de Les Croisilles e La Dogetterie.